# Dorymedont (Cecan)
Dorymedont, imię świeckie Nicolae Cecan (ur. 4 marca 1961 w Petrunea, zm. 31 grudnia 2006 w Wiedniu) – mołdawski biskup prawosławny.

## Życiorys
W 1983 rozpoczął naukę w seminarium duchownym w Moskwie. Podczas nauki, w 1986, wstąpił jako posłusznik do Ławry Troicko-Siergijewskiej. 7 grudnia tego samego roku złożył wieczyste śluby mnisze przed jej namiestnikiem, archimandrytą Aleksym. 6 stycznia 1987 arcybiskup włodzimierski i suzdalski Serapion wyświęcił go na hierodiakona. W 1987, po ukończeniu nauki w seminarium, przyjął święcenia kapłańskie z rąk tego samego hierarchy, w soborze św. Teodora Tyrona w Kiszyniowie.
25 września 1990 został wyznaczony na pierwszego po wieloletniej przerwie przełożonego monasteru Nowy Neamț. W tym samym roku otrzymał godność igumena. Dzięki jego staraniom monaster Nowy Neamț został gruntownie odremontowany i rozbudowy, utworzono także przy nim szkołę duchowną, która od 1991 działała jako seminarium duchowne. Założył również dwa skity filialne: świętych Dorymedonta i Wincentego oraz św. Jerzego. W 1991 w trybie zaocznym ukończył wyższe studia teologiczne na Moskiewskiej Akademii Duchownej, uzyskując w 1993 stopień kandydata nauk teologicznych na podstawie dysertacji poświęconej życiu monastycznemu Rosyjskiego Kościoła Prawosławnego w XIII–XIV w. W tym samym roku otrzymał godność archimandryty. W 1995 powierzono mu obowiązki prorektora seminarium duchownego w Kiszyniowie, zaś od 1998 kierował departamentem ds. oświaty i katechizacji przy eparchii kiszyniowskiej.
8 listopada 1998 w soborze Objawienia Pańskiego w Moskwie został wyświęcony na pierwszego ordynariusza nowo utworzonej eparchii jedinieckiej i briczańskiej. Jako jej ordynariusz utworzył lub reaktywował kilka klasztorów oraz liceum teologiczne dla dziewcząt w Jedyńcach.
Zginął w wypadku samochodowym; zmarł w szpitalu w Wiedniu i został pochowany w cerkwi Opieki Matki Bożej na terenie monasteru Nowy Neamț. Jego pogrzeb poprowadził metropolita kiszyniowski i całej Mołdawii Włodzimierz.